# Saffieramazilia
De saffieramazilia (Chionomesa lactea synoniem: Amazilia lactea) is een vogel uit de familie Trochilidae (kolibries).

## Verspreiding en leefgebied
Deze soort komt voor in het noordelijk en westelijk Amazonebekken en in zuidoostelijk Zuid-Amerika en telt drie ondersoorten:
- C. l. zimmeri: zuidoostelijk Venezuela.
- C. l. lactea: centraal en zuidelijk Brazilië.
- C. l. bartletti: van oostelijk Peru tot noordelijk Bolivia.